# 10719 Andamar
10719 Andamar eller 1985 TW är en asteroid i huvudbältet som upptäcktes den 15 oktober 1985 av den amerikanske astronomen Edward L.G. Bowell vid Anderson Mesa Station. Den är uppkallad efter Anne och David Marren, vänner till upptäckaren.
Asteroiden har en diameter på ungefär 4 kilometer och den tillhör asteroidgruppen Massalia.